# بيت الرميم (جحانه)

تعديل مصدري - تعديل

بيت الرميم هي إحدى قرى مديرية جحانة التابعة لمحافظة صنعاء اليمنية، بلغ تعداد سكانها 421 حسب أحصائيات عام 2004.